# The Awakening (1928)
The Awakening is een Amerikaanse dramafilm uit 1928 onder regie van Victor Fleming. Destijds werd de film in Nederland uitgebracht onder de titel Het ontwaken.

## Verhaal
Het Franse boerenmeisje Marie Ducrot krijgt tijdens de Eerste Wereldoorlog een affaire met de Duitse soldaat Karl von Hagen. Wanneer zij verpleegster wordt in een veldhospitaal, verneemt Karl dat zijn geliefde dood is. Hij komt er pas later achter dat ze nog in leven is.

## Rolverdeling
| Acteur            | Personage             |
| ----------------- | --------------------- |
| Vilma Bánky       | Marie Ducrot          |
| Walter Byron      | Graaf Karl von Hagen  |
| Louis Wolheim     | La Bête               |
| George Davis      | Ziekenbroeder         |
| William Orlamond  | Grootvader Ducrot     |
| Carl von Haartman | Luitenant Franz Geyer |